# G-Shock
G-Shock (от Gravity Shock) — марка ударопрочных и водонепроницаемых часов, выпускаемых японской компанией Casio.

## История
Первые часы G-Shock, Casio DW-5000C, были разработаны в 1983 году инженером пo имени Кикуо Ибэ. Они работали на аккумуляторе с 10-летним сроком службы, водонепроницаемостью до 10 бар, и могли выдержать 10-метровое падение на твердую поверхность (200 образцов были испытаны путём сбрасывания их с крыш домов или из окна трёхэтажного дома).
Устойчивая конструкция имела 10 слоев, защищающих модуль кварцевого хронометра, включая резиновый бампер, стальной корпус, минеральное стекло, завинчивающуюся стальную заднюю крышку, и «плавающий модуль», где кварцевый механизм плавает свободно в пенополиуретановой раме. Также часы имели внешние кнопки с LCD-модулем, прикрепленным с помощью гнущихся кабелей. Часы сразу захватили незаполненный рынок высокофункциональных часов. В течение следующих нескольких лет Casio выпускала несколько новых моделей каждый год. Серия Baby-G, выпущенная в 1991 году, была ориентирована на женщин. Однако стала пользоваться огромной популярностью и среди мужчин также. Популярность G-Shock быстро увеличивалась на протяжении 1990-х годов, а к 1998 году 19 миллионов G-Shock было продано по всему миру.
В 2012 году были выпущены первые G-Shock от Casio с поддержкой Bluetooth. Новая функция облегчила подключение часов к смартфону, введя G-Shock в мир ранних смарт-часов.

## Общие сведения
Предназначены в первую очередь для спортсменов, так как способны выдерживать сильные удары и вибрацию. Также G-Shock могут использовать профессиональные водолазы и пловцы благодаря тому, что часы сохраняют свою водонепроницаемость на глубине до 200 м (только для часов с пометкой DIVER’S WATCH 200 M).
Скалолазам и альпинистам пригодится альтиметр и барометр, которыми оборудованы некоторые модели часов. Часы данной серии выдерживают низкую температуру, имеют крепкое минеральное стекло, устойчивое к царапинам. Некоторые модели (в основном, из предназначенных любителям водных видов спорта) показывают фазы Луны и периодичность океанических приливов и отливов.
Всё больше новых моделей способны синхронизировать время с низкочастотным радиосигналом точного времени DCF77 (Майнфлинген, Германия), а также MSF (Энсорн, Великобритания). Кроме Европы, функция Wave Ceptor работает в США, Японии и Китае. В 2014 г. в продажу поступили первые часы, способные принимать сигнал GPS для автоматического определения часового пояса и синхронизации времени (Модель GPW-1000).
Срок службы батареек — до 10 лет (чаще же, и особенно в более современных моделях, — 1,5—2 года), в некоторые модели вместо батареи устанавливается аккумулятор в связке с солнечным элементом питания. Практически во всех моделях G-Shock есть секундомер, будильник (в некоторых моделях вибрирующий), таймер обратного отсчёта, календарь и подсветка.
Впервые часы под этой торговой маркой были выпущены в апреле 1983 года — модель DW-5000C-1A.
Последние модели G-Shock уже более ориентированы на дизайн, что делает их популярными и как модный аксессуар.

## Галерея
- MRG-7100BJ-1AJF
- DW-6600-1V
- G-7710C-3ER
- Модель DW5600c-1
- Модель GW-1300CJ
- G-Shock
- G-Shock